# Sternotomis gama
Sternotomis gama là một loài bọ cánh cứng trong họ Cerambycidae.